# きく3号
きく3号（英語: Engineering Test Satellite - IV、ETS-IV）は宇宙開発事業団 (NASDA) が打ち上げた人工衛星（技術試験衛星）である。技術試験衛星IV型ではあるが、III型より先に打ち上げられたためにきく3号の愛称が与えられた。

## 目的
ミッションの目的は、大型衛星の開発技術の習得や搭載機器の機能試験、N-IIロケットの静止トランスファ軌道打ち上げ能力の確認、打ち上げ環境条件の取得であった。

## 特徴
宇宙開発事業団の技術を集積し、既存の設備・装置を可能な限り活用することで、ソフトウェア及びハードウェアの自主開発を行った。
搭載実験機器は各研究所からの持ち込みであり、データレコーダは宇宙開発事業団、スキャン型地球センサは航空宇宙技術研究所、ガリウムヒ素FET増幅器は日本電信電話公社横須賀電気通信研究所、パルス型プラズマエンジン(PPT)は電子技術総合研究所が開発した。
全備質量638kgのうち328kgはアポジモータ相当のダミーウェイトである。

## 開発
1976年度に衛星の概念設計及び予備設計を実施し、基本設計仕様を決定した。1977年度から衛星の開発に着手し、基本設計、詳細設計、プロトタイプモデル(PM)及びフライトモデル(FM)の製作・試験と開発を進めた。

## 運用
1981年2月11日にN-IIロケット1号機で種子島宇宙センターから打ち上げられた。
3月12日までの初期段階において搭載機器の機能点検を実施した。その後、定常段階へ移行し、搭載実験機器を用いた実験を行った。5月12日までに予定していた実験を終了し、その後も適宜搭載機器の点検等によるデータ取得を続けた。しかし、太陽電池の劣化による発生電力の低下から、1984年12月24日に運用を停止した。